# داور بین‌المللی شطرنج
در شطرنج، «داور بین المللی شطرنج» یک عنوان محسوب می‌شود که توسط فیده به افرادی که تصور می‌شود توانایی داوری در مسابقات مهم شطرنج را دارند، اعطا می‌شود. داوران شطرنج مسئول رعایت احکام و قوانین شطرنج در مسابقات هستند. این عنوان از سال ۱۹۵۱ به وجود آمد.

## شرایط
موارد مورد نیاز برای به دست آوردن این عنوان در بخش B.06 هندبوک (کتاب دستورالعمل) فیده آورده شده‌است. همچنین داور باید به تمامی قوانین شطرنج آگاهی کامل داشته باشد، بی‌طرفی او به اثبات رسیده باشد، بتواند به زبان مورد تأیید فیده صحبت کند و سابقه داوری قبلی در مسابقات مهم را داشته باشد. علاوه بر این فیده داوران بین المللی را بر اساس میزان تجربه به چهار گروه A و B و C و D دسته‌بندی می‌کند. فدراسیون جهانی شطرنج در وب‌سایت رسمی خود لیست داوران بین المللی را همراه با ID، نام و عنوان شان منتشر می‌کند.

## داوران مشهور
بعضی از داوران بین المللی در گذشته شطرنجبازان قدرتمندی نیز بوده‌اند. موارد معروف عبارتند از:
- آلبریک اُکلی د گالوی، استادبزرگی که قهرمان مسابقات جهانی مکاتبه ای بود (بازی‌های مکاتبه ای بازی‌هایی بودند که ماه‌ها طول می‌کشید و دو نفر از طریق نامه نگاری هر یک از حرکت‌های خود به اطلاع هم می‌رساندند و با هم بازی می‌کردند) او در سال ۱۹۶۲ یک داور بین المللی شد و در سال‌های ۱۹۶۶ و ۱۹۶۹ سرداور (Chief Arbiter) مسابقات قهرمانی جهان بود.
- لوتار اشمید، استادبزرگی که در مسابقات بامبرگ ۱۹۶۸ مشترکاً با قهرمان وقت جهان تیگران پطروسیان دوم شد (مقام نخست مسابقات پاول کرس بود). او همچنین در شطرنج مکاتبه ای نیز قدرمند بود و سپس در سال ۱۹۷۵ داور بین المللی شد و در مسابقات قهرمانی جهان ۱۹۷۲، ۱۹۷۸ و ۱۹۸۶ سرداور بود.
- گیدن استالبرگ، استادبزرگی که برای سال‌ها قوی‌ترین شطرنج باز سوئد بود. او چندین مسابقه قهرمانی جهان میخایل بات‌وی‌نیک را داوری کرد.
- زولتان ریبلی، سابقه دو بار شرکت در مسابقات کاندیداتوری قهرمان جهان و سه بار قهرمان مجارستان.
- یوری آورباخ، سابقه شرکت در کاندیداتوری قهرمان جهان و برنده مسابقات قهرمانی شوروی سال ۱۹۵۴
- سالو فلور
- نانا الکساندریا
- پیتر رومانوفسکی
- ایزاک کاشدان
- دنیل یانوفسکی
- رابرت وید
- واسجا پیرک
- میلونکا لازارویچ